# Le Ciel meurtrier
Le Ciel meurtrier est un tableau peint par René Magritte en 1927. Cette huile sur toile surréaliste représente quatre oiseaux morts presque identiques. Elle est conservée au musée national d'Art moderne, à Paris.